# Notářský instrument

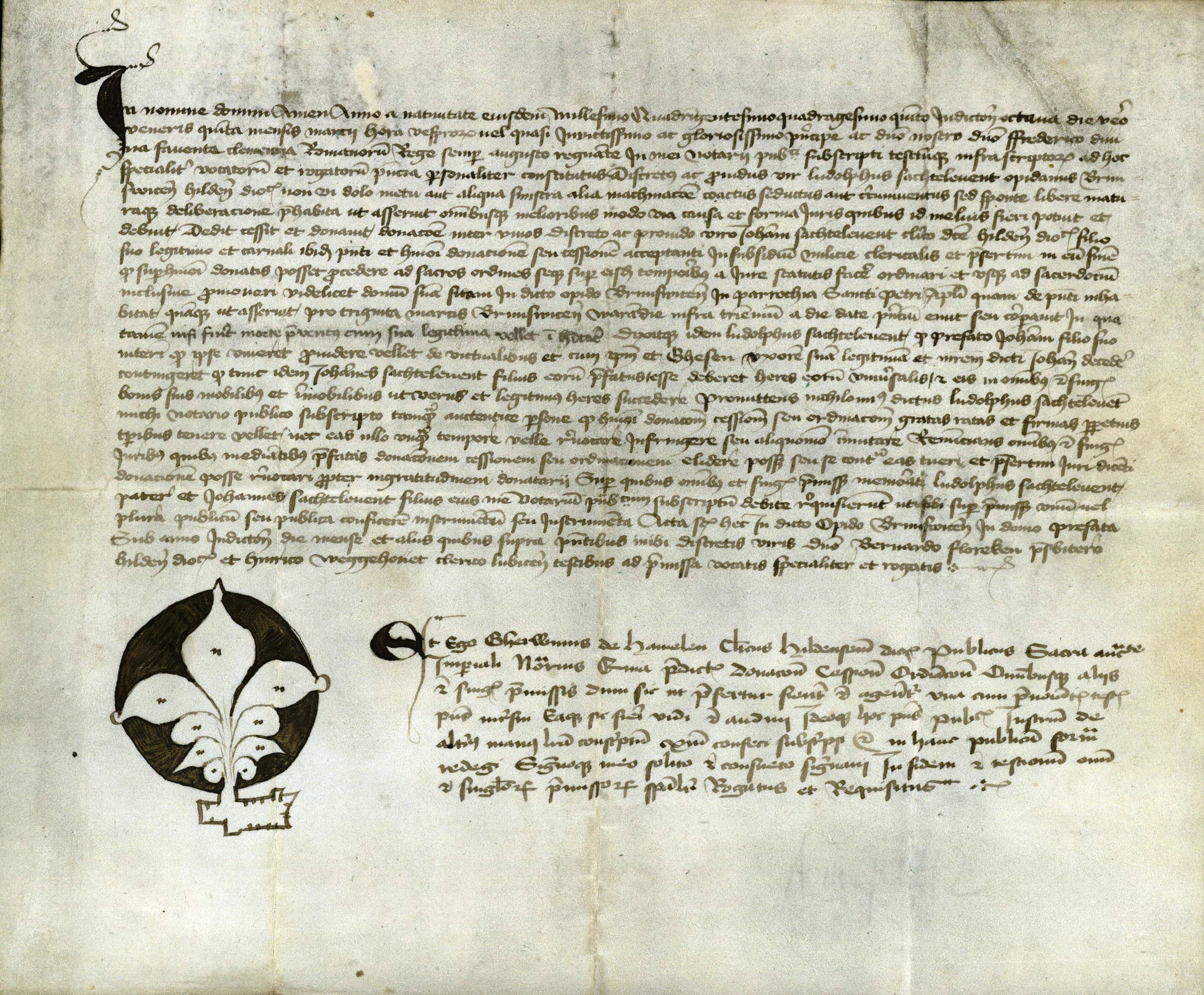
Notářský instrument z roku 1445

Notářský instrument je v diplomatice označení pro listinu soukromoprávního charakteru vyhotovenou veřejným notářem. Notářské instrumenty byly rozšířeny hlavně v Itálii, v českých zemích se uplatňovaly především od 13. do 15. století.

## Použití
Notářský instrument jakožto listina se vyznačuje zejména podrobnou datací a svědečnou řadou. Graficky výrazně oddělená je ověřovací část, v které se nachází notářské znamení a notářský podpis, který obsahuje po formuli Et ego jméno (včetně zmínky o otci a místě původu) a dále podrobnosti o právním jednání.
V českém prostředí byl nejčastějším typem notářského instrumentu transumpt, kterým veřejný notář po předložení originální listiny vyhotovil její autentický opis. Dále sem patřilo ujednání o prokurátorech. Takto byly také zlistiňovány fáze rozhodčího řízení, většinou ustanovení rozhodců a následné rozhodčí výroky. Konečně i závěti.